# Acraea acrita
Acraea acrita es una especie de lepidóptero de la familia Nymphalidae. Es originaria de gran parte de África.
Tiene una envergadura de alas de 45-55 mm. Los adultos vuelan durante todo el año, con mayor intensidad desde febrero a junio en el sur de África.
Las larvas se alimentan de Passifloraceae, incluida las especies de Adenia.

## Subespecies
- Acraea acrita acrita (Zimbabwe to Mozambique, Malawi, eastern Zambia, northern Zambia, southern Zaire (eastern Shaba), Tanzania)
- Acraea acrita ambigua (south-western Zambia, northern Angola)
- Acraea acrita eltringhamiana
- Acraea acrita guluensis